# Тамане, Зане
Зане Тамане (латыш. Zane Tamane; род. 24 сентября 1983, Рига) — латвийская профессиональная баскетболистка, выступала в женской национальной баскетбольной ассоциации. Была выбрана на драфте ВНБА 2006 года в третьем раунде под общим тридцать пятым номером командой «Детройт Шок». Играла на позиции центровой.

## Карьера

### ЖНБА
Тамане стала первой латвийской баскетболисткой в истории ЖНБА, она была задрафтована под общим 35 номером в 2006 году, командой «Детройт Шок», а весь свой единственный сезон провела в «Вашингтон Мистикс». В 2012 году тренировалась вместе с командой «Финикс Меркури», но была отчислена.

### Европа
Начинала карьеру в латвийском клубе РТУ из Риги. Также выступала за два испанских клуба, чешскую «Прагу», венгерский «Шопрон» и турецкий «Фенербахче». В сезонах 2008/2009 и 2012/2013 выступала за «Надежду».

### В сборной
Тамане дебютировала в сборной 8 мая 2001 года. Зане стала первой латвийской баскетболисткой, сделавшей слэм-данк на тренировке.

## Достижения
- Бронзовый призёр чемпионата России: 2013